# ユーカード
ユーカード（英称：U-CARD）は、かつて1990年から2003年までに存在した本格的に発行を開始した日本初の汎用プリペイドカードである。また、株式会社ユーカードは、出光興産や日本電信電話・NTTデータ・日本たばこ産業等が出資し、これを発行していた企業である、通称・略称はUカード。

## 概要
前身は出光興産が設立した日本カードエンジニアリング。一方テレホンカードで成功し、独自にプリペイドカードの開発を進めていたNTTグループの日本カードシステム（現存する三井住友カード関係企業とは別）を1991年に吸収合併し、社名変更でユーカードとなっている。
出光は1988年から試験的に洗車専用の磁気プリペイドカードなどを、日本カードエンジニアリングより発行していたが、1989年に日本カードシステムと共同でU-カードシステムを開発。1991年3月からは共用カードの発行がはじまり、同時期にユーカードを本格導入した日本マクドナルドと相互利用が出来るようになった。
それから1994年頃までの間に、東京地区のサーティワンアイスクリームや東京コカ・コーラボトリング設置のごく一部の自動販売機、小田急新百合ヶ丘エルミロード（新百合ヶ丘駅）などが加盟店となり相互利用を展開した。
しかし、1995年に同業の日本カードセンターが共通プリペイドカード「クオカード」を発行。全国のセブン-イレブンや日本石油（現・ENEOS）など利用可能店舗数の点において優位な情勢となる。また同時期に日本マクドナルドとユーカード間の契約更改で手数料の面などの折衝がつかなかったため、1996年中にマクドナルド店舗でのユーカードの取扱を終了（マックカード商品券の発行に移行）。ユーカードの共通利用は次第に縮小し、その後もとの出光専用の「出光ユーカード」となったが、IDEMITSU電子プリカ・mydo電子プリカの導入が進んだため2003年（平成15年）3月末を以て取扱を終了した。法人としてのユーカードも、同年10月にNTTテレカに吸収合併され、NTTカードソリューションとなった。
残額の払戻受付は、当初は合併直前の2003年（平成15年）9月30日をもって終了の予定であったが、合併後のNTTカードソリューションに引き継がれ、2013年9月30日まで延長された。
取り扱い事業者などのその後の状況については関連項目を参照。